# Partecipanti al Tour de France 2019
Elenco dei partecipanti al Tour de France 2019.
Il Tour de France 2019 fu la centoseiesima edizione della corsa. Alla competizione presero parte 22 squadre, le diciotto iscritte all'UCI World Tour 2019 e le quattro squadre invitate (la Wanty-Gobert, la Cofidis, la Total Direct Énergie e la Team Arkéa-Samsic, tutte di categoria UCI Professional Continental), ciascuna delle quali composta da otto corridori, per un totale di 176 ciclisti. La corsa partì il 6 luglio da Bruxelles e terminò il 28 luglio sugli Champs-Élysées, a Parigi, dove tagliarono il traguardo 155 corridori.

## Corridori per squadra
Nota: R ritirato, NP non partito, FT fuori tempo, SQ squalificato
| Team Ineos              | Team Ineos                       | Team Ineos              | Team Jumbo-Visma           | Team Jumbo-Visma             | Team Jumbo-Visma           | Lotto Soudal                   | Lotto Soudal                   | Lotto Soudal                   |
| ----------------------- | -------------------------------- | ----------------------- | -------------------------- | ---------------------------- | -------------------------- | ------------------------------ | ------------------------------ | ------------------------------ |
| 1                       | Geraint Thomas                   | 2º                      | 81                         | Steven Kruijswijk            | 3º                         | 161                            | Caleb Ewan                     | 132º                           |
| 2                       | Egan Bernal                      | 1º                      | 82                         | George Bennett               | 24º                        | 162                            | Tiesj Benoot                   | 59º                            |
| 3                       | Jonathan Castroviejo (Cr.)       | 50º                     | 83                         | Laurens De Plus              | 23º                        | 163                            | Jasper De Buyst                | 118º                           |
| 4                       | Michał Kwiatkowski               | 83º                     | 84                         | Dylan Groenewegen            | 145º                       | 164                            | Thomas De Gendt                | 60º                            |
| 5                       | Gianni Moscon                    | 84º                     | 85                         | Amund Grøndahl Jansen (Lin.) | 140º                       | 165                            | Jens Keukeleire                | 98º                            |
| 6                       | Wout Poels                       | 26º                     | 86                         | Tony Martin (Cr.)            | EX 17ª                     | 166                            | Roger Kluge                    | 150º                           |
| 7                       | Luke Rowe                        | EX 17ª                  | 87                         | Mike Teunissen               | 101º                       | 167                            | Maxime Monfort                 | 142º                           |
| 8                       | Dylan van Baarle                 | 46º                     | 88                         | Wout Van Aert (Cr.)          | R 13ª                      | 168                            | Tim Wellens                    | 94º                            |
| D.S.: Nicolas Portal    | D.S.: Nicolas Portal             | D.S.: Nicolas Portal    | D.S.: Nico Verhoeven       | D.S.: Nico Verhoeven         | D.S.: Nico Verhoeven       | D.S.: Herman Frison            | D.S.: Herman Frison            | D.S.: Herman Frison            |
| Bora-Hansgrohe          | Bora-Hansgrohe                   | Bora-Hansgrohe          | EF Education First         | EF Education First           | EF Education First         | Total Direct Énergie           | Total Direct Énergie           | Total Direct Énergie           |
| 11                      | Peter Sagan                      | 82º                     | 91                         | Rigoberto Urán               | 7º                         | 171                            | Lilian Calmejane               | 106º                           |
| 12                      | Emanuel Buchmann                 | 4º                      | 92                         | Alberto Bettiol              | 69º                        | 172                            | Niccolò Bonifazio              | 137º                           |
| 13                      | Marcus Burghardt                 | 141º                    | 93                         | Simon Clarke                 | 61º                        | 173                            | Fabien Grellier                | 121º                           |
| 14                      | Patrick Konrad (Lin.)            | 35º                     | 94                         | Tanel Kangert                | 27º                        | 174                            | Paul Ourselin                  | 95º                            |
| 15                      | Gregor Mühlberger                | 25º                     | 95                         | Sebastian Langeveld          | 155º                       | 175                            | Romain Sicard                  | 80º                            |
| 16                      | Daniel Oss                       | 89º                     | 96                         | Tom Scully                   | 135º                       | 176                            | Rein Taaramäe (Cr.)            | 66º                            |
| 17                      | Lukas Pöstlberger                | NP 18ª                  | 97                         | Tejay van Garderen           | NP 8ª                      | 177                            | Niki Terpstra                  | R 11ª                          |
| 18                      | Maximilian Schachmann (Lin.)     | NP 14ª                  | 98                         | Michael Woods                | 32º                        | 178                            | Anthony Turgis                 | 131º                           |
| D.S.: Enrico Poitschke  | D.S.: Enrico Poitschke           | D.S.: Enrico Poitschke  | D.S.: Charles Wegelius     | D.S.: Charles Wegelius       | D.S.: Charles Wegelius     | D.S.: Lylian Lebreton          | D.S.: Lylian Lebreton          | D.S.: Lylian Lebreton          |
| Deceuninck-Quick-Step   | Deceuninck-Quick-Step            | Deceuninck-Quick-Step   | Mitchelton-Scott           | Mitchelton-Scott             | Mitchelton-Scott           | Team Katusha Alpecin           | Team Katusha Alpecin           | Team Katusha Alpecin           |
| 21                      | Julian Alaphilippe               | 5º                      | 101                        | Adam Yates                   | 29º                        | 181                            | Il'nur Zakarin                 | 51º                            |
| 22                      | Kasper Asgreen (Cr.)             | 122º                    | 102                        | Luke Durbridge (Cr.)         | 109º                       | 182                            | Jens Debusschere               | 153º                           |
| 23                      | Dries Devenyns                   | 97º                     | 103                        | Jack Haig                    | 38º                        | 183                            | Alex Dowsett (Cr.)             | 151º                           |
| 24                      | Yves Lampaert                    | 133º                    | 104                        | Michael Hepburn              | 146º                       | 184                            | José Gonçalves (Cr.)           | 128º                           |
| 25                      | Enric Mas                        | 22º                     | 105                        | Daryl Impey (Lin.) e (Cr.)   | 72º                        | 185                            | Marco Haller                   | 148º                           |
| 26                      | Michael Mørkøv (Lin.)            | 152º                    | 106                        | Christopher Juul Jensen      | 112º                       | 186                            | Nils Politt                    | 64º                            |
| 27                      | Maximiliano Richeze              | 149º                    | 107                        | Matteo Trentin (Lin.)        | 52º                        | 187                            | Mads Würtz Schmidt             | 117º                           |
| 28                      | Elia Viviani                     | 130º                    | 108                        | Simon Yates                  | 49º                        | 188                            | Rick Zabel                     | NP 11ª                         |
| D.S.: Tom Steels        | D.S.: Tom Steels                 | D.S.: Tom Steels        | D.S.: Matthew White        | D.S.: Matthew White          | D.S.: Matthew White        | D.S.: Dirk Demol               | D.S.: Dirk Demol               | D.S.: Dirk Demol               |
| AG2R La Mondiale        | AG2R La Mondiale                 | AG2R La Mondiale        | CCC Team                   | CCC Team                     | CCC Team                   | Wanty-Gobert Cycling Team      | Wanty-Gobert Cycling Team      | Wanty-Gobert Cycling Team      |
| 31                      | Romain Bardet                    | 15º                     | 111                        | Greg Van Avermaet            | 36º                        | 191                            | Guillaume Martin               | 12º                            |
| 32                      | Mikaël Cherel                    | 34º                     | 112                        | Patrick Bevin (Cr.)          | NP 6ª                      | 192                            | Frederik Backaert              | 120º                           |
| 33                      | Benoît Cosnefroy                 | 113º                    | 113                        | Alessandro De Marchi         | R 9ª                       | 193                            | Aimé De Gendt                  | 136º                           |
| 34                      | Mathias Frank                    | 48º                     | 114                        | Simon Geschke                | 63º                        | 194                            | Odd Christian Eiking           | 111º                           |
| 35                      | Tony Gallopin                    | 56º                     | 115                        | Serge Pauwels                | 77º                        | 195                            | Xandro Meurisse                | 21º                            |
| 36                      | Alexis Gougeard                  | 115º                    | 116                        | Joey Rosskopf                | 73º                        | 196                            | Yoann Offredo                  | 154º                           |
| 37                      | Oliver Naesen                    | 68º                     | 117                        | Michael Schär                | 70º                        | 197                            | Andrea Pasqualon               | 88º                            |
| 38                      | Alexis Vuillermoz                | 41º                     | 118                        | Łukasz Wiśniowski            | 127º                       | 198                            | Kevin Van Melsen               | 138º                           |
| D.S.: Julien Jurdie     | D.S.: Julien Jurdie              | D.S.: Julien Jurdie     | D.S.: Fabio Baldato        | D.S.: Fabio Baldato          | D.S.: Fabio Baldato        | D.S.: Hilaire Van Der Schueren | D.S.: Hilaire Van Der Schueren | D.S.: Hilaire Van Der Schueren |
| Bahrain-Merida          | Bahrain-Merida                   | Bahrain-Merida          | UAE Team Emirates          | UAE Team Emirates            | UAE Team Emirates          | Team Dimension Data            | Team Dimension Data            | Team Dimension Data            |
| 41                      | Vincenzo Nibali                  | 39º                     | 121                        | Daniel Martin                | 18º                        | 201                            | Edvald Boasson Hagen           | 76º                            |
| 42                      | Damiano Caruso                   | 58º                     | 122                        | Fabio Aru                    | 14º                        | 202                            | Lars Bak                       | 147º                           |
| 43                      | Sonny Colbrelli                  | 85º                     | 123                        | Sven Erik Bystrøm            | 110º                       | 203                            | Steve Cummings                 | 129º                           |
| 44                      | Rohan Dennis (Cr.)               | R 12ª                   | 124                        | Rui Costa                    | 53º                        | 204                            | Reinardt Janse van Rensburg    | 124º                           |
| 45                      | Iván García Cortina              | 114º                    | 125                        | Sergio Henao                 | 47º                        | 205                            | Ben King                       | 62º                            |
| 46                      | Matej Mohorič                    | 119º                    | 126                        | Alexander Kristoff           | 139º                       | 206                            | Roman Kreuziger                | 16º                            |
| 47                      | Dylan Teuns                      | 44º                     | 127                        | Vegard Stake Laengen         | 107º                       | 207                            | Giacomo Nizzolo                | R 12ª                          |
| 48                      | Jan Tratnik                      | 93º                     | 128                        | Jasper Philipsen             | NP 12ª                     | 208                            | Michael Valgren Andersen       | 75º                            |
| D.S.: Paolo Slongo      | D.S.: Paolo Slongo               | D.S.: Paolo Slongo      | D.S.: Neil Stephens        | D.S.: Neil Stephens          | D.S.: Neil Stephens        | D.S.: Gino Vanoudenhove        | D.S.: Gino Vanoudenhove        | D.S.: Gino Vanoudenhove        |
| Groupama-FDJ            | Groupama-FDJ                     | Groupama-FDJ            | Trek-Segafredo             | Trek-Segafredo               | Trek-Segafredo             | Team Arkéa-Samsic              | Team Arkéa-Samsic              | Team Arkéa-Samsic              |
| 51                      | Thibaut Pinot                    | R 19ª                   | 131                        | Richie Porte                 | 11º                        | 211                            | Warren Barguil (Lin.)          | 10º                            |
| 52                      | William Bonnet                   | 143º                    | 132                        | Julien Bernard               | 30º                        | 212                            | Maxime Bouet                   | 74º                            |
| 53                      | David Gaudu                      | 13º                     | 133                        | Giulio Ciccone               | 31º                        | 213                            | Anthony Delaplace              | 90º                            |
| 54                      | Stefan Küng (Cr.)                | 96º                     | 134                        | Koen de Kort                 | 125º                       | 214                            | Élie Gesbert                   | 78º                            |
| 55                      | Matthieu Ladagnous               | 126º                    | 135                        | Fabio Felline                | 65º                        | 215                            | André Greipel                  | 144º                           |
| 56                      | Rudy Molard                      | 33º                     | 136                        | Bauke Mollema                | 28º                        | 216                            | Kévin Ledanois                 | 103º                           |
| 57                      | Sébastien Reichenbach (Lin.)     | 17º                     | 137                        | Toms Skujiņš                 | 81º                        | 217                            | Amaël Moinard                  | 92º                            |
| 58                      | Anthony Roux                     | 102º                    | 138                        | Jasper Stuyven               | 43º                        | 218                            | Florian Vachon                 | 123º                           |
| D.S.: Philippe Mauduit  | D.S.: Philippe Mauduit           | D.S.: Philippe Mauduit  | D.S.: Kim Andersen         | D.S.: Kim Andersen           | D.S.: Kim Andersen         | D.S.: Yvon Ledanois            | D.S.: Yvon Ledanois            | D.S.: Yvon Ledanois            |
| Movistar Team           | Movistar Team                    | Movistar Team           | Team Sunweb                | Team Sunweb                  | Team Sunweb                |                                |                                |                                |
| 61                      | Nairo Quintana                   | 8º                      | 141                        | Michael Matthews             | 67º                        |                                |                                |                                |
| 62                      | Alejandro Valverde (Lin.) (Lin.) | 9º                      | 142                        | Nikias Arndt                 | 116º                       |                                |                                |                                |
| 63                      | Andrey Amador                    | 55º                     | 143                        | Cees Bol                     | NP 17ª                     |                                |                                |                                |
| 64                      | Imanol Erviti                    | 99º                     | 144                        | Chad Haga                    | 134º                       |                                |                                |                                |
| 65                      | Mikel Landa                      | 6º                      | 145                        | Lennard Kämna                | 40º                        |                                |                                |                                |
| 66                      | Nélson Oliveira                  | 79º                     | 146                        | Wilco Kelderman              | NP 16ª                     |                                |                                |                                |
| 67                      | Marc Soler                       | 37º                     | 147                        | Søren Kragh Andersen         | NP 18ª                     |                                |                                |                                |
| 68                      | Carlos Verona                    | 105º                    | 148                        | Nicolas Roche                | 45º                        |                                |                                |                                |
| D.S.: José Luis Arrieta | D.S.: José Luis Arrieta          | D.S.: José Luis Arrieta | D.S.: Aike Visbeek         | D.S.: Aike Visbeek           | D.S.: Aike Visbeek         |                                |                                |                                |
| Astana Pro Team         | Astana Pro Team                  | Astana Pro Team         | Cofidis, Solutions Crédits | Cofidis, Solutions Crédits   | Cofidis, Solutions Crédits |                                |                                |                                |
| 71                      | Jakob Fuglsang                   | R 16ª                   | 151                        | Christophe Laporte           | R 8ª                       |                                |                                |                                |
| 72                      | Pello Bilbao                     | 54º                     | 152                        | Natnael Berhane (Lin.)       | 86º                        |                                |                                |                                |
| 73                      | Omar Fraile                      | 71º                     | 153                        | Nicolas Edet                 | R 6ª                       |                                |                                |                                |
| 74                      | Hugo Houle                       | 91º                     | 154                        | Jesús Herrada                | 20º                        |                                |                                |                                |
| 75                      | Gorka Izagirre                   | 42º                     | 155                        | Anthony Perez                | 87º                        |                                |                                |                                |
| 76                      | Aleksej Lucenko (Lin.) e (Cr.)   | 19º                     | 156                        | Pierre-Luc Périchon          | 57º                        |                                |                                |                                |
| 77                      | Magnus Cort Nielsen              | 104º                    | 157                        | Stéphane Rossetto            | 100º                       |                                |                                |                                |
| 78                      | Luis León Sánchez                | NP 17ª                  | 158                        | Julien Simon                 | 108º                       |                                |                                |                                |
| D.S.: Dmitrij Fofonov   | D.S.: Dmitrij Fofonov            | D.S.: Dmitrij Fofonov   | D.S.: Alain Deloeuil       | D.S.: Alain Deloeuil         | D.S.: Alain Deloeuil       |                                |                                |                                |

### Legenda
| Dorsale       | Dorsale di partenza del ciclista | Posizione     | Posizione finale nella classifica generale               |
| Maglia gialla | Indica il vincitore della classifica generale                                                                                        | Maglia a pois | Indica il vincitore della classifica dei GPM             |
| Maglia verde  | Indica il vincitore della classifica a punti                                                                                         | Maglia bianca | Indica il vincitore della classifica dei giovani         |
| NP            | Indica un ciclista che non è ripartito in una tappa la mattina                                                                       | R             | Indica un ciclista che si è ritirato in una tappa        |
| FTM           | Indica un ciclista che ha concluso una tappa fuori tempo, ossia ha impiegato più tempo rispetto a quanto stabilito dal tempo massimo | EX            | Corridore escluso per non aver rispettato il regolamento |

## Ciclisti per nazione
Le nazionalità rappresentate nella manifestazione sono 30; in tabella il numero dei ciclisti suddivisi per la propria nazione di appartenenza:
| Numero ciclisti | Nazione                                                                             |
| --------------- | ----------------------------------------------------------------------------------- |
| 35              | Francia                                                                             |
| 21              | Belgio                                                                              |
| 15              | Italia                                                                              |
| 12              | Spagna                                                                              |
| 11              | Germania, Paesi Bassi                                                               |
| 9               | Danimarca                                                                           |
| 8               | Australia                                                                           |
| 6               | Norvegia, Gran Bretagna                                                             |
| 4               | Austria, Colombia, Stati Uniti, Svizzera                                            |
| 3               | Nuova Zelanda, Portogallo                                                           |
| 2               | Canada, Estonia, Irlanda, Polonia, Slovenia, Sudafrica                              |
| 1               | Argentina, Costa Rica, Eritrea, Kazakistan, Lettonia, Rep. Ceca, Russia, Slovacchia |